# Bruno Caneo
Bruno Caneo (Alghero, 12 aprile 1957) è un allenatore di calcio ed ex calciatore italiano, di ruolo mediano.

## Carriera

### Giocatore

Caneo al Genoa nel 1981

Cresciuto nel Thiesi, squadra sarda di Serie D, viene ingaggiato dalla Roma nell'estate del 1976 dove tuttavia non riesce mai a debuttare in campionato. A fine stagione si trasferisce in Serie C nel Prato mentre l'anno dopo passa al Parma dove ottiene subito la promozione in Serie B e con cui esordisce tra i cadetti nella stagione 1979-80, terminata però con una retrocessione.
La sua buona stagione attira l'interesse del Genoa con cui gioca il campionato cadetto conclusosi con la promozione in Serie A. La stagione 1981-82 è quella del debutto nella massima serie che avviene il 20 settembre in Como-Genoa (1-1). Ma la gioia dura poco perché Caneo con il grifone riesce a collezionare solo 3 presenze. A ottobre del 1981 torna infatti in Serie B per vestire la maglia del Palermo. Resta tra i cadetti anche nelle tre successive stagioni, militando dal 1982 al 1984 nel Perugia e, dalla stagione seguente, nel Pisa con cui a fine torneo conquista la promozione in Serie A.
Coi toscani gioca in totale quattro campionati, due dei quali in Serie A, con una nuova promozione arrivata nella stagione 1986-87. Il Pisa è anche la squadra con cui Caneo ha giocato di più nella sua carriera, vincendo pure la Mitropa Cup. Segue poi una nuova esperienza al Sud con la maglia del Cosenza, fresco promosso tra i cadetti dopo ventiquattro anni di assenza. Con la formazione calabrese, allenata da Bruno Giorgi, sfiora la promozione in Serie A nella stagione 1988-89, annata in cui Caneo realizza 5 gol. Viene confermato anche nell'annata successiva dove in 28 presenze realizza 1 solo gol.

### Allenatore
Ha lavorato con il Mantova dal 1991 al 1994, come allenatore in seconda, con cui ha ottenuto nel 1993 una promozione in Serie C1, poi nel 1995 ha guidato il Cecina in Serie C2. Dal 1996 al 2000 ha allenato in Serie D rispettivamente Messina (1996-97), Savona (1997-98) e Rende (1998-2000).
Dal 2001 al 2003 ha allenato la formazione Primavera del Parma, mentre dal 2006 al novembre 2010 è stato allenatore in seconda di Gian Piero Gasperini al Genoa; nel 2011 segue l'allenatore piemontese all'Inter con il ruolo di assistente. Con Gasperini che viene esonerato e che rescinde il contratto, lascia anche lui l'Inter ma resta sotto contratto con la società meneghina.
Il 10 giugno 2016 viene annunciato come nuovo allenatore della Civitanovese, formazione neopromossa in serie D, per la stagione 2016-2017.
Il 5 dicembre 2017 è ingaggiato dal Santarcangelo come vice allenatore di Cavasin, è sollevato dall'incarico il successivo 27 marzo 2018 con l'esonero di Cavasin per i risultati negativi.
Il 20 ottobre 2019 viene chiamato sulla panchina del Rieti dopo l'interim di Lorenzo Pezzotti.
L'11 dicembre 2019 viene sollevato dall'incarico. Il 24 febbraio 2020 viene richiamato sulla panchina del club, con la squadra all'ultimo posto in classifica.
Il 22 febbraio 2021 viene nominato nuovo tecnico della Turris. Riesce a condurre la squadra alla salvezza e viene confermato anche per la stagione successiva. La stagione seguente, dopo essersi piazzata all’8º posto in campionato, la squadra campana viene eliminata al primo turno dei play-off per mano del Foggia (2-0). Il 27 maggio 2022, al termine della stagione, lascia di comune accordo la squadra torrese.
Il 29 giugno 2022 il Padova, lo annuncia come nuovo allenatore.  L'11 dicembre seguente, dopo la sconfitta in casa del Lecco e con la squadra al 14⁰ posto con 23 punti dopo 18 giornate, viene esonerato.
Il 12 luglio 2023 viene richiamato alla Turris in sostituzione dell'esonerato Fontana ma viene sollevato dall'incarico il 22 gennaio 2024 con la squadra al diciassettesimo posto.

## Statistiche

### Statistiche da allenatore
Statistiche aggiornate al 22 gennaio 2024.
| Stagione        | Squadra         | Campionato      | Campionato | Campionato | Campionato | Campionato | Coppe nazionali | Coppe nazionali | Coppe nazionali | Coppe nazionali | Coppe nazionali | Coppe continentali | Coppe continentali | Coppe continentali | Coppe continentali | Coppe continentali | Altre coppe | Altre coppe | Altre coppe | Altre coppe | Altre coppe | Totale | Totale | Totale | Totale | % Vittorie | Piazzamento                    |
| Stagione        | Squadra         | Comp            | G          | V          | N          | P          | Comp            | G               | V               | N               | P               | Comp               | G                  | V                  | N                  | P                  | Comp        | G           | V           | N           | P           | G      | V      | N      | P      | %          | Piazzamento                    |
| --------------- | --------------- | --------------- | ---------- | ---------- | ---------- | ---------- | --------------- | --------------- | --------------- | --------------- | --------------- | ------------------ | ------------------ | ------------------ | ------------------ | ------------------ | ----------- | ----------- | ----------- | ----------- | ----------- | ------ | ------ | ------ | ------ | ---------- | ------------------------------ |
| lug.-dic. 1995  | Cecina          | C2              | 18         | 3          | 6          | 9          | CI-C            | 2               | 0               | 1               | 1               | -                  | -                  | -                  | -                  | -                  | -           | -           | -           | -           | -           | 20     | 3      | 7      | 10     | 15,00      | Eson.                          |
| mar.-apr. 1997  | Messina         | CND             | 4          | 0          | 0          | 4          | CI-D            | -               | -               | -               | -               | -                  | -                  | -                  | -                  | -                  | -           | -           | -           | -           | -           | 4      | 0      | 0      | 4      | &0,00      | Sub., Eson.                    |
| 1997-1998       | Savona          | CND             | 34         | 9          | 9          | 16         | CI-D            | 2               | 1               | 0               | 1               | -                  | -                  | -                  | -                  | -                  | -           | -           | -           | -           | -           | 36     | 10     | 9      | 17     | 27,78      | 16º (retr.)                    |
| 1998-1999       | Rende           | CND             | 34         | 9          | 11         | 14         | CI-D            | 4               | 1               | 2               | 1               | -                  | -                  | -                  | -                  | -                  | -           | -           | -           | -           | -           | 38     | 10     | 13     | 15     | 26,32      | 14º (retr.)                    |
| 1999-2000       | Rende           | D               | 34         | 10         | 11         | 13         | CI-D            | 4               | 0               | 3               | 1               | -                  | -                  | -                  | -                  | -                  | -           | -           | -           | -           | -           | 38     | 10     | 14     | 14     | 26,32      | 15º (retr.)                    |
| Totale Rende    | Totale Rende    | Totale Rende    | 68         | 19         | 22         | 27         |                 | 8               | 1               | 5               | 2               |                    | -                  | -                  | -                  | -                  |             | -           | -           | -           | -           | 76     | 20     | 27     | 29     | 26,32      |                                |
| 2016-gen. 2017  | Civitanovese    | D               | 18         | 3          | 7          | 8          | CI-D            | 4               | 1               | 2               | 1               | -                  | -                  | -                  | -                  | -                  | -           | -           | -           | -           | -           | 22     | 4      | 9      | 9      | 18,18      | Eson.                          |
| 2019-2020       | Rieti           | C               | 11         | 3          | 2          | 6          | CI-C            | -               | -               | -               | -               | -                  | -                  | -                  | -                  | -                  | -           | -           | -           | -           | -           | 11     | 3      | 2      | 6      | 27,27      | Sub., Eson., Sub., 19º (retr.) |
| feb.-giu. 2021  | Turris          | C               | 11         | 3          | 2          | 6          | -               | -               | -               | -               | -               | -                  | -                  | -                  | -                  | -                  | -           | -           | -           | -           | -           | 11     | 3      | 2      | 6      | 27,27      | Sub., 14º                      |
| 2021-2022       | Turris          | C               | 36+1       | 16         | 4          | 16+1       | CI-C            | 2               | 1               | 0               | 1               | -                  | -                  | -                  | -                  | -                  | -           | -           | -           | -           | -           | 39     | 17     | 4      | 18     | 43,59      | 8º                             |
| ago.-dic. 2022  | Padova          | C               | 18         | 6          | 5          | 7          | CI+CI-C         | 1+3             | 0+2             | 0+0             | 1+1             | -                  | -                  | -                  | -                  | -                  | -           | -           | -           | -           |             | 22     | 8      | 5      | 9      | 36,36      | Eson.                          |
| 2023-gen. 2024  | Turris          | C               | 21         | 5          | 5          | 11         | CI-C            | 2               | 1               | 0               | 1               | -                  | -                  | -                  | -                  | -                  | -           | -           | -           | -           | -           | 23     | 6      | 5      | 12     | 26,09      | Eson.                          |
| Totale Turris   | Totale Turris   | Totale Turris   | 69         | 24         | 11         | 34         |                 | 4               | 2               | 0               | 2               |                    | -                  | -                  | -                  | -                  |             | -           | -           | -           | -           | 73     | 26     | 11     | 36     | 35,62      |                                |
| Totale carriera | Totale carriera | Totale carriera | 240        | 67         | 62         | 111        |                 | 24              | 7               | 8               | 9               |                    | -                  | -                  | -                  | -                  |             | -           | -           | -           | -           | 264    | 74     | 70     | 120    | 28,03      |                                |

## Palmarès

### Giocatore

#### Competizioni nazionali
- Campionato italiano di Serie B: 2

Pisa: 1984-1985, 1986-1987

#### Competizioni internazionali
- Coppa Mitropa: 2

Pisa: 1985-1986, 1987-1988